# Thaumanura echinata
Thaumanura echinata is een springstaartensoort uit de familie van de Neanuridae. De wetenschappelijke naam van de soort is voor het eerst geldig gepubliceerd in 1940 door Kos.